# Napoleon (Dacota do Norte)
Napoleon é uma cidade localizada no estado norte-americano de Dacota do Norte, no Condado de Logan.

## Demografia
Segundo o censo norte-americano de 2000, a sua população era de 857 habitantes.
Em 2006, foi estimada uma população de 728, um decréscimo de 129 (-15.1%).

## Geografia
De acordo com o United States Census Bureau tem uma área de
3,6 km², dos quais 3,6 km² cobertos por terra e 0,0 km² cobertos por água.

## Localidades na vizinhança
O diagrama seguinte representa as localidades num raio de 40 km ao redor de Napoleon.